# Place des Communards
La place des Communards (Пло́щадь Коммуна́ров, plochtchad Kommounarov, appellations précédentes: pâturage de l'Isset-Supérieur, pâturage de la ville, place de l'Isset-Supérieur, place des tombes des soldats) est une place du centre de la ville d'Iekaterinbourg au bout ouest de la perspective Lénine. La place est limitée à l'est par la rue de Moscou, au nord par le boulevard de l'Isset-Supérieur (Verkh-Issetski), au sud par la rue Répine, à l'ouest par le bâtiment de l'institut de santé maternelle et infantine.

## Histoire
La frontière occidentale d'Iekaterinbourg jusqu'au début du XIXe siècle se terminait par les piliers de l'avant-poste de Moscou, d'où la grand-route de Moscou et la route vers l'usine Verkh-Issetski qui ne faisait pas partie des limites de la ville. Au début du XIXe siècle, l'espace formant aujourd'hui la place des Communards coupait le boulevard (aujourd'hui boulevard Verkh-Issetski) qui reliait l'usine à la ville; sur le côté ouest l'on construisit la clinique de l'usine. En 1886, le côté nord est occupé par l'hippodrome de la ville et le côté sud (qui donne sur la grand-route de Moscou) par le vélodrome construit en 1900. En 1900, l'on construit la maison du peuple en bois abritant le théâtre du peuple pouvant accueillir 1 100 spectateurs et sur la scène duquel de grands artistes venaient de Moscou ou de Saint-Pétersbourg, comme les chanteurs Sobinov et de Vas, Sobolieva, Kovelkova, Vialtseva, les acteurs Mamontov-Dalski, Iablotchkina, Komissarjevskaïa, les ballerines Smirnova et Helzer...
Le 20 juillet 1919, l'on érige sur la place une monument funéraire aux morts d'Iekaterinbourg tués par les cosaques de l'ataman Doutov soldats au début de la guerre civile. Les cendres des tués sont transférées de la place 1905. L'historiographie soviétique les désigne sous l'appellation de « communards de l'Oural ».
Dans les années 1930, on réaménage la place: le théâtre est démoli, l'on construit un complexe hospitalier, l'institut de santé maternelle et infantile et à la place de l'hippodrome, l'on aménage un parc public (remplacé plus tard par le palais de la Jeunesse); à la place du vélodrome, l'on construit le stade central (devenu aujourd'hui le Stade central) et les piliers d'entrée de la ville sont détruits.
Le mémorial est restauré en 1959 et l'on installe un obélisque avec une flamme éternelle. Le square au centre de la place est orné d'un cadran solaire, disparu aujourd'hui.

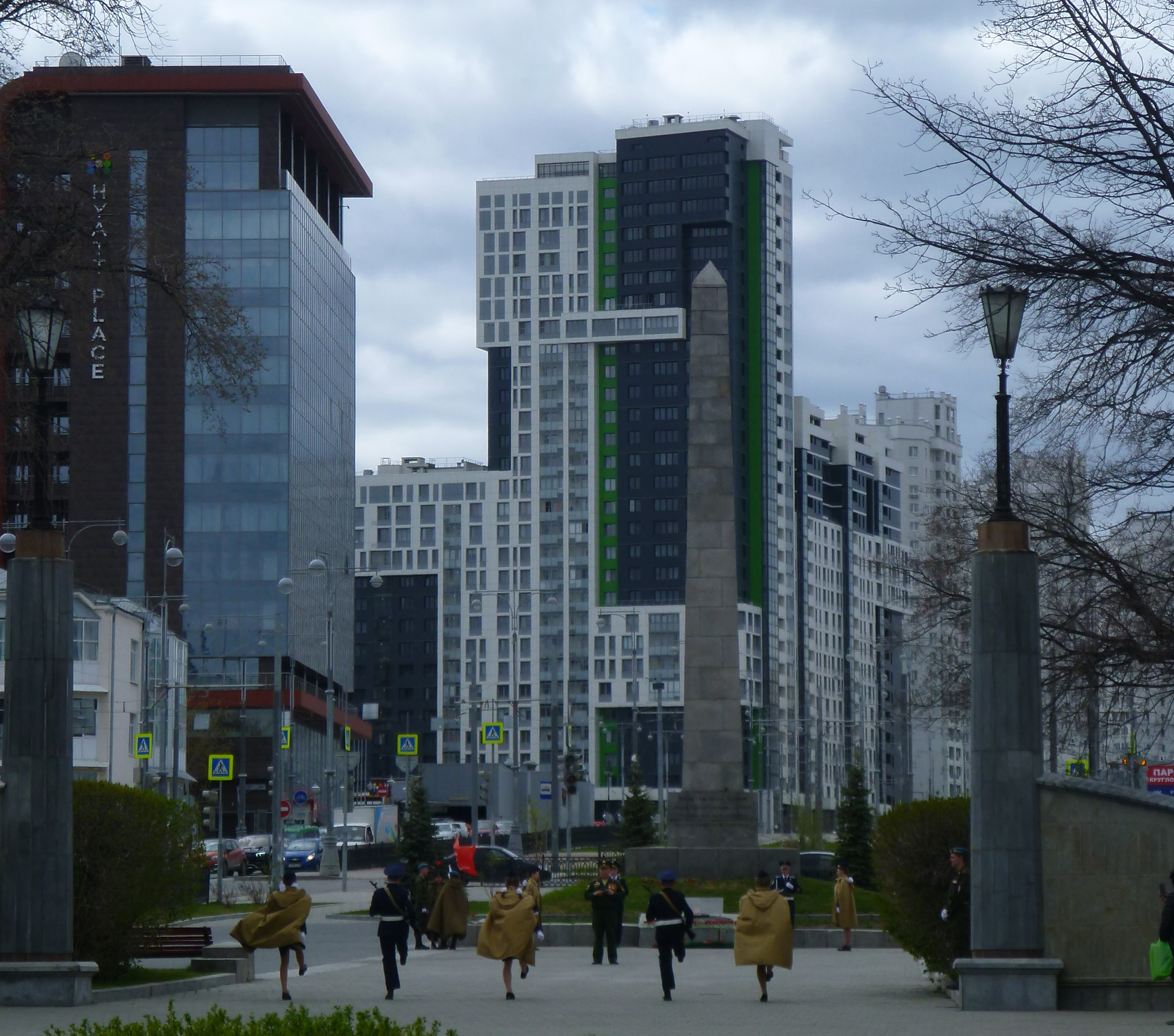
Obélisque et flamme éternelle sur la place des Communards (2021).

En 2015-2018, la place connaît de grands travaux de réaménagement avec des squares et des jardins publics, grâce à la jonction de la perspective Lénine et de la rue Tatichtchev pour le championnat du monde de football 2018. Deux mille six cents arbres et près de sept mille arbustes sont plantés, et l'obélisque se détache sur fond de gratte-ciels.

## Transport
La station de métro se nomme Place des Communards (Plochtchad Kommounarov). Les lignes d'autobus qui s'y arrêtent sont les № 012, 014, 016, 019, 24, 27, 28, 45, 48, 052, 59; et de tramway: № А, 2, 5, 6, 10, 13, 15, 18, 26, 27, 32; de taxi collectif: № 043.